# Wilhelm Amberg

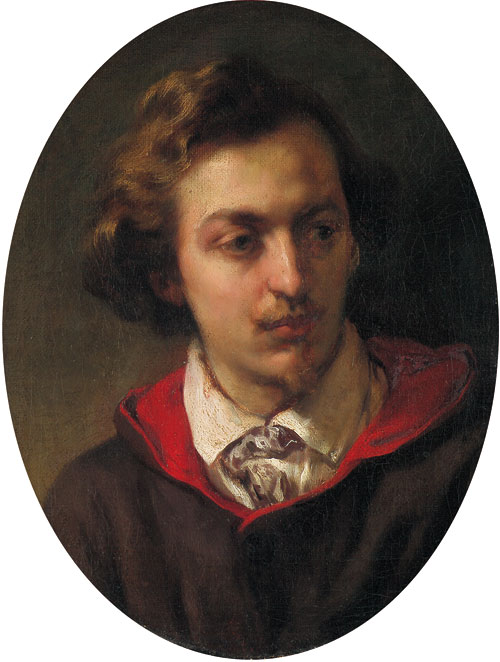
Gustav K. L. Richter: Bildnis Wilhelm Amberg, um 1883

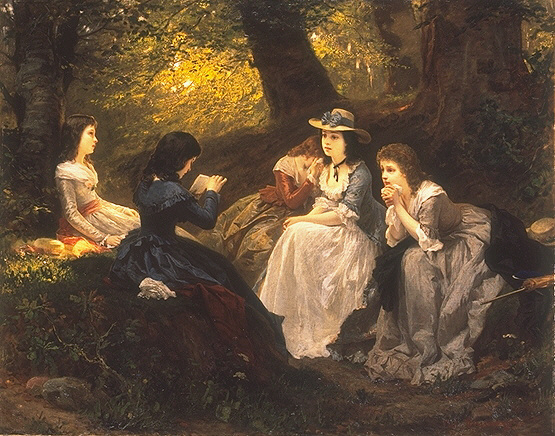
Wilhelm Amberg: Vorlesung aus Goethes „Werther“, 1870

August Wilhelm Amberg (* 25. Februar 1822 in Berlin; † 8. September 1899 ebenda) war ein deutscher Genremaler.

## Leben
Wilhelm Amberg studierte an der Kunstakademie zu Berlin unter Wilhelm Herbig. Von 1839 bis 1842 war er im Atelier von Carl Joseph Begas tätig. Im Frühjahr 1844 ging er dann nach Paris, um im Atelier von Léon Cogniet sein Studium fortzusetzen. Bis 1847 bereiste er Italien, war in Rom, Venedig und Neapel, um sich schließlich in Berlin niederzulassen.
Amberg widmete sich fast ausschließlich dem Genre, sowohl dem heiteren als auch dem ernsten. Seine Themen waren stets gefällig und entsprachen dem Zeitgeschmack. Gerne wurden seine Arbeiten in Zeitschriften wie Die Gartenlaube oder „Über Land und Meer“ abgedruckt. Bis auf ein frühes religiöses Werk für die Gertraudenkirche in Berlin und einige Landschaften beschränkte sich Amberg fast ausschließlich auf erzählende Themen. Seine Gemälde zeichneten sich durch harmonische Farbengebung, Innigkeit der Empfindung und dichterischen Reiz aus.
Von denen des ernsten Genres sind namentlich sein Trost in Tönen und Der Witwe Trost, von den heiteren Die Liebespost, Die rauchende Zofe, Naschkätzchen und Vorlesung aus Goethes „Werther“ (ein Hauptwerk aus dem Jahr 1870 in der Sammlung der Berliner Nationalgalerie) hervorzuheben. Von 1897 stammt das anscheinend der Wertherzeit angehörende, leicht sentimentale Bild „Der Abschied“, das Amberg ein Jahr später auf der Großen Berliner Kunstausstellung zeigte.
Wilhelm Amberg wurde vielfach ausgezeichnet und war ab 1886 Mitglied des Senats der Preußischen Akademie der Künste, Berlin.